# Chris Casamassa
Chris Casamassa (ur. 17 stycznia 1965 w Bethlehem) – amerykański mistrz sztuk walki, aktor kina akcji i kaskader, który najbardziej znany jest z roli Scorpiona w filmie Mortal Kombat (1995), powstałym w oparciu o serię gier o tym samym tytule.
Urodził się w Bethlehem w stanie Pensylwania jako syn pioniera American Karate Martial Arts Louisa D. Casamassy. Wychowywał się z bratem Scottem. Gdy miał osiemnaście lat, zaczął grać sceny kaskaderskie w filmach. Jego głos został upatrzony przez współproducenta filmu Eda Boona, a także wykorzystany jako głos Scorpiona.
Casamassa zagrał również Scorpiona w serialu Mortal Kombat Conquest.
16 września 2000 poślubił Michelle McAteer, z którą ma dwójkę dzieci - córkę Emily i syna Adama.

## Filmografia
| Rok     | Film/telewizja                                           | Rola                                                        | Reżyser                        |
| ------- | -------------------------------------------------------- | ----------------------------------------------------------- | ------------------------------ |
| 1984    | The Karate Kid                                           | gość turnieju                                               | John G. Avildsen               |
| 1985    | Sword of Heaven                                          | stażysta sztuki walki                                       | Byron Meyers                   |
| 1988    | Czarny orzeł (Black Eagle)                               | kaskader samochodowy (sceny usunięte)                       | Eric Karson                    |
| 1988    | A Mission to Kill (The Phoenix Report)                   | młody Steven Henry 'Hank' Miller (niewymieniony)            | Sean MacGregor                 |
| 1981    | China O’Brien 2                                          | Picnic punk #2 / kaskaderskie walki                         | Robert Clouse                  |
| 1992    | Współczesny gladiator (Shootfighter: Fight to the Death) | Creon /                                                     | Patrick Allen                  |
| 1995    | Mortal Kombat                                            | Scorpion                                                    | Paul W.S. Anderson             |
| 1995    | Mortal Kombat: Behind the Scenes                         | Himself / Scorpion (archiwalne)                             | Paul W.S. Anderson             |
| 1995–96 | WMAC Masters                                             | w roli samego siebie (jego ki-symbolem był "Czerwony smok") | Alfred Kahn, Carlin West       |
| 1996    | Batman i Robin (Batman & Robin)                          | dubler Batmana                                              | Joel Schumacher                |
| 1998    | Mortal Kombat: Porwanie (Mortal Kombat: Konquest)        | Takeda / Scorpion                                           |                                |
| 1998    | Blade: Wieczny łowca (Blade)                             | kaskader                                                    | Stephen Norrington             |
| 1998    | V.I.P.                                                   | kaskader                                                    |                                |
| 1999    | Stan wyjątkowy (Martial Law)                             | dubler giermka                                              |                                |
| 2000    | Mortal Kombat: Federation of Martial Arts (online)       | Scorpion / Black Dragon Ninja                               |                                |
| 2000    | Strażnik Teksasu (Walker: Texas Ranger)                  | morderca                                                    |                                |
| 2000    | Vendetta Brothers                                        | Bryce                                                       | Takeshi Kitano                 |
| 2001    | Seance (Killer in the Dark)                              | Tony                                                        | John Preston                   |
| 2001    | A Real Job                                               | Bill                                                        | Ana Barredo                    |
| 2001    | The Hunted                                               | Zack                                                        |                                |
| 2001    | Buffy: Postrach wampirów                                 | rycerz templariuszy                                         |                                |
| 2003    | How to be an Action Star                                 | w roli samego siebie                                        |                                |
| 2004    | Sci-Fi Fighter (X-Treme Fighter)                         | mistrz karate                                               | Art Camacho                    |
| 2008    | The Red Canvas (Art of Submission)                       | spiker na ringu                                             | Adam Boster, Kenneth Chamitoff |
| 2010    | Foodfight!                                               | 'Dex Dogtective' (głos)                                     | Larry Kasanoff                 |
| 2013    | It's Dark Here                                           | Sensei Will                                                 | Adam Coplan                    |